# Kiss Me Quick
"Kiss Me Quick" (Lit. Bésame rápido") es una canción grabada por Elvis Presley  y editada por primera vez en el álbum Pot Luck en 1962. Al año siguiente RCA lanzó la canción al mercado en formato de disco sencillo en el Reino Unido y luego en 1964 en los Estados Unidos. La composición fue realizada por Doc Pomus y Mort Shuman quienes compusieron varios éxitos de Presley a lo largo de su carrera. 

## Grabación y edición
Elvis Presley grabó la canción el 25 de junio de 1961 en el legendario estudio B de RCA en Nashville, Tennessee y la compañía la editó para la venta el 5 de junio de 1962 dentro del álbum Pot Luck. 
La canción fue lanzada al merado en 1963 como sencillo, con el respaldo de "Something Blue", en el Reino Unido y Europa por "Elvis Presley con The Jordanaires".  En Alemania integró un sencillo junto a "Night Rider" el mismo año. 
En 1964, la canción fue nuevamente editada como sencillo aunque a nivel local, en los Estados Unidos. con "Suspicion" como contracara.  También fue editada en el mismo formato en países como  Sudáfrica, Brasil y Japón ese mismo año. La canción fue publicada por Elvis Presley Music, Inc. 
En 1964 se lanzó en los Países Bajos un Extended Play (EP) de cuatro pistas con  "Kiss Me Quick" y "Night Rider" en la cara A, y "Joshua Fit the Battle" y "Judy" en la cara B.  La canción también ha aparecido en muchas de los álbumes compilados de Elvis Presley 

## Músicos de la sesión
- Elvis Presley - voz
- Hank Garland, Scotty Moore y Neal Matthews - guitarras
- Bob Moore - bajo
- Buddy Harman y D.J. Fontana - batería
- Floyd Cramer - piano y teclado
- Gordon Stoker - piano
- Boots Randolph - claves
- The Jordanaires y Millie Kirkham - coros [3]

## Recepción
El tema se convirtió en un éxito en varios países de Europa alcanzando las primeras posiciones de las listas.  En la Europarade alcanzó el puesto # 1 manteniéndose allí por 6 semanas. En la lista de Ultratop de Bélgica, el tema alcanzó la posición # 2 y se mantuvo en la lista durante nada menos que 20 semanas. En Alemania por su lado, "Kiss Me Quick" logró un puesto # 3 en las listas y se mantuvo allí por 7 semanas consecutivas. 

## Listas
| Listas (1964)           | Posición alcanzada |
| ----------------------- | ------------------ |
| Alemania                | 3                  |
| Bélgica (Ultratop)      | 2                  |
| Canada                  | 3                  |
| Noruega                 | 3                  |
| Países Bajos            | 9                  |
| Países Bajos Europarade | 1                  |
| UK Singles Chart        | 14                 |
| US Billboard Hot 100    | 34                 |
| US Record World         | 29                 |